# Резолюція Генеральної Асамблеї ООН 75/192
Резолюція Генеральної Асамблеї ООН A/RES/75/192 «Ситуація з правами людини в Автономній Республіці Крим та м. Севастополь, Україна» схвалена 16 грудня 2020 року на 75-й сесії Генеральної Асамблеї ООН. Її положення суттєво посилені цьогоріч.
За оновлений текст резолюції проголосували 64 країни, проти 23, утримались 86.

## Ініціатори
Проєкт резолюції A/C.3/75/L.32 від 30 жовтня 2020 представили Австралія, Австрія, Албанія, Болгарія, Німеччина, Грузія, Данія, Ірландія, Іспанія, Канада, Латвія, Литва, Люксембург, Мальта, Нідерланди, Польща, Португалія, Сполучене Королівство Великої Британії та Північної Ірландії, Сполучені Штати Америки, Туреччина, Україна, Фінляндія, Франція, Хорватія, Чехія, Швеція і Естонія.
18 листопада він був схвалений третім комітетом ООН.

## Зміст
Резолюція чітко визначає нелегітимність органів і посадових осіб РФ в Криму у контексті посилення міжнародної політики невизнання спроби анексії Криму. На рівні ООН вперше зафіксовано, що такі посадові особи повинні розглядатися лише як «окупаційна влада Російської Федерації».
Документ констатує, що Росія не виконує міжнародні зобов'язання у сфері прав людини та міжнародного гуманітарного права. Зазначається, що рівень дотримання прав людини в Криму після його окупації Росією значно знизився також через те, що РФ є учасницею меншої кількості відповідних міжнародних договорів, ніж Україна.
ГА ООН наголошує, що Росія використовує пандемію COVID-19 для запровадження невиправданих обмежувальних заходів на півострові, посилюючи репресії проти населення, зокрема шляхом залучення ФСБ.
Резолюція наголошує на необхідності звільнення усіх українців-політичних в'язнів Кремля, згадуючи поіменно Еміра-Усеїна Куку і Сервера Мустафаєва.
Документ також детально зупиняється на підривній господарській діяльності РФ, що виснажує природні ресурси тимчасово окупованого Кримського півострова. Резолюція визнає проблему блокування Росією доступу мешканців Криму до української системи освіти та порушення релігійних прав.

## Голосування
Проєкт резолюції A/C.3/75/L.32, який запропонували 30 жовтня 2020 року 27 держав-членів ООН, а 18 листопада до співавторства долучилися ще 14 держав (напівжирним шрифтом), ухвалили 18 листопада на 12 засіданні Третього  комітету 63 голосами проти 22 при 85 утриманих та 16 грудня на 46 пленарному засіданні 75-ї сесії Генеральної Асамблеї кваліфікованою більшістю присутніх як A/RES/75/192:
| Голос         | Кількість | Держави-члени Організації Об'єднаних Націй |
| ------------- | --------- | --- |
| За            | 64        | Австралія, Австрія, Албанія, Андорра, Барбадос, Беліз, Бельгія, Болгарія, Ботсвана, Бутан, Вануату, Велика Британія, Гаяна, Гватемала, Гондурас, Греція, Грузія, Данія, Естонія, Ізраїль, Ірландія, Ісландія, Іспанія, Італія, Канада, Кіпр, Коста-Рика, Латвія, Литва, Ліберія, Ліхтенштейн, Люксембург, Мальта, Маршаллові Острови, Молдова, Монако, Нідерланди, Німеччина, Нова Зеландія, Норвегія, Панама, Папуа Нова Гвінея, Північна Македонія, Польща, Португалія, Румунія, Самоа, Сан-Марино, Словаччина, Словенія, Сполучені Штати Америки, Тувалу, Туреччина, Угорщина, Україна, Федеративні Штати Мікронезії, Фінляндія, Франція, Хорватія, Чехія, Чорногорія, Швейцарія, Швеція, Японія |
| Проти         | 23        | Ангола, Білорусь, Бурунді, Венесуела, Вірменія, Еритрея, Зімбабве, Індія, Іран, Казахстан, Камбоджа, Киргизстан, Китайська Народна Республіка, Коморські Острови, Куба, М'янма, Нікарагуа, Північна Корея, Росія, Сербія, Сирія, Судан, Філіппіни |
| Утрималися    | 86        | Алжир, Антигуа і Барбуда, Аргентина, Багамські Острови, Бангладеш, Бахрейн, Бенін, Болівія, Боснія і Герцеговина, Бразилія, Бруней, В'єтнам, Габон, Гаїті, Гана, Гвінея-Бісау, Гвінея, Гренада, Джибуті, Домініка, Домініканська Республіка, Еквадор, Ефіопія, Єгипет, Ємен, Замбія, Індонезія, Ірак, Йорданія, Кабо-Верде, Камерун, Катар, Кенія, Кірибаті, Колумбія, Кот-д'Івуар, Кувейт, Лаос, Лесото, Лівія, Маврикій, Мавританія, Мадагаскар, Малайзія, Малі, Мальдіви, Мексика, Мозамбік, Монголія, Намібія, Науру, Непал, Нігер, Нігерія, Об'єднані Арабські Емірати, Оман, Пакистан, Палау, Парагвай, Перу, Південна Корея, Південний Судан, Південно-Африканська Республіка, Руанда, Сальвадор, Сан-Томе і Принсіпі, Саудівська Аравія, Сейшельські Острови, Сент-Вінсент і Гренадини, Сент-Люсія, Сінгапур, Суринам, Таджикистан, Таїланд, Танзанія, Того, Тонга, Тринідад і Тобаго, Туніс, Уганда, Уругвай, Фіджі, Чад, Чилі, Шрі-Ланка, Ямайка |
| Не голосували | 20        | Азербайджан, Афганістан, Буркіна-Фасо, Гамбія, Демократична Республіка Конго, Екваторіальна Гвінея, Есватіні, Ліван, Малаві, Марокко, Республіка Конго, Сенегал, Сент-Кіттс і Невіс, Соломонові Острови, Сомалі, Східний Тимор, Сьєрра-Леоне, Туркменістан, Узбекистан, Центральноафриканська Республіка |
| Всього        | 193       | |

## Значення і реакція
Міністр закордонних справ України Дмитро Кулеба відзначив, що це п'ята поспіль резолюція Генасамблеї з правозахисної проблематики в окупованому Криму і вже дев'ята у контексті міжнародного реагування на спробу анексії Росією українського півострова. На його думку, ухвалений документ сприятиме реалізації української ініціативи зі створення Кримської платформи.